# Aperfeiçoamento humano

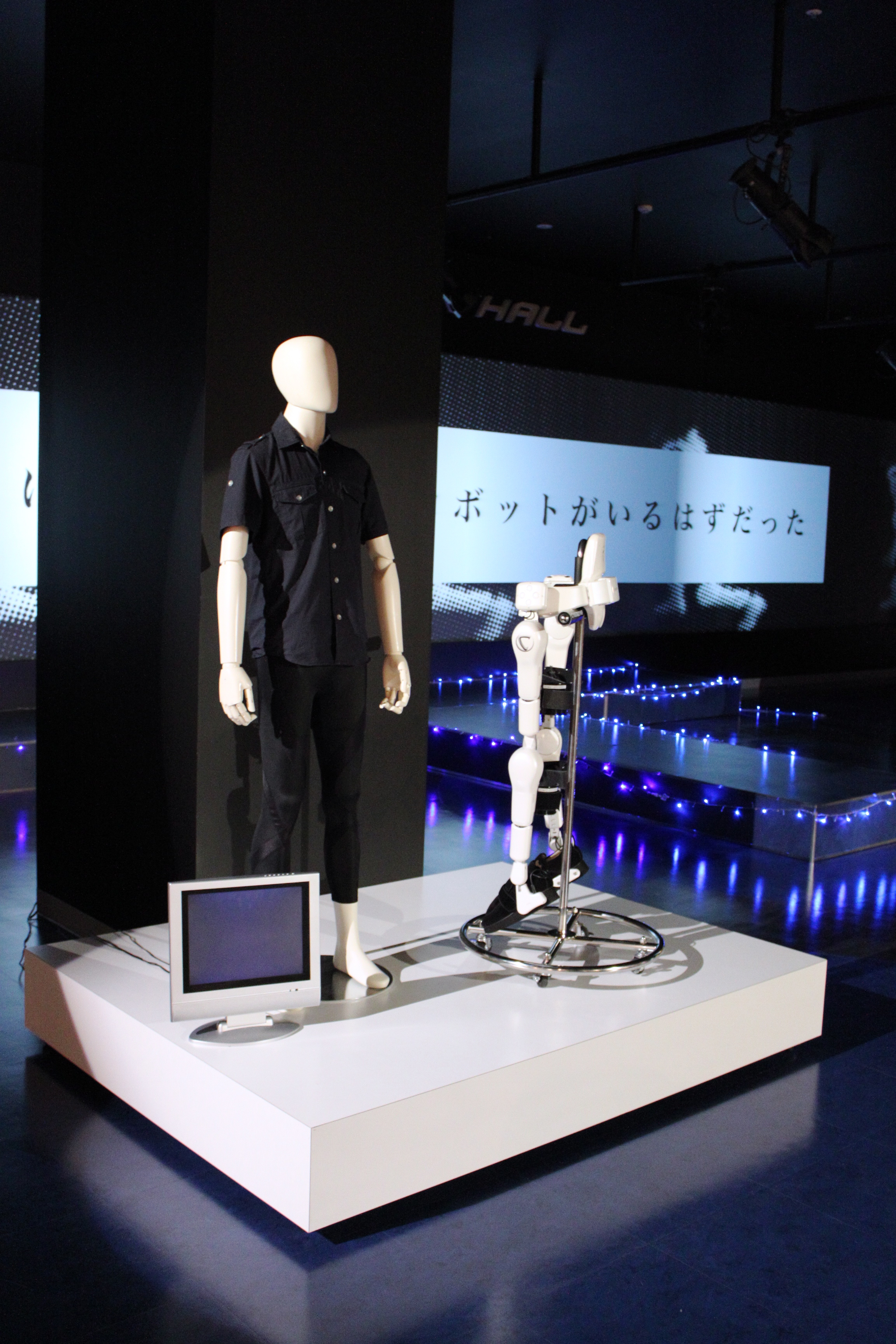
Este traje de exoesqueleto energizado esteve em desenvolvimento pelos pesquisadores da Universidade de Tsukuba do Japão

Aperfeiçoamento humano é "qualquer tentativa de temporariamente ou permanentemente superar as limitações do corpo humano por vias de métodos naturais ou artificiais. O método faz o uso da tecnologia para selecionar ou alterar as características ou capacidades, se ou senão a alteração das características e/ou capacidades resultem em algo que vai além da natureza natural ou humana".

## Tecnologias
A tecnologia de aperfeiçoamento humano (no inglês, Human enhancement technologies) são técnicas que podem ser utilizadas não somente para o tratamento de doenças ou deficiência, mas também para melhorar as características e capacidades. A expressão "tecnologia de aperfeiçoamento humano" é relativa às tecnologias emergentes e à Convergência tecnológica. Em alguns círculos, a expressão "aperfeiçoamento humano" é mais ou menos sinônimo para engenharia genética humana, termo este sendo utilizado na maioria das vezes para se referir a aplicação de Convergência tecnológica da nanotecnologia, biotecnologia, tecnologia da informação, e ciência cognitiva, com o objetivo de melhorar o desempenho humano.
De acordo com um relatório para o Global Trends 2030 do Conselho Nacional de Inteligência, o "aperfeiçoamento humano poderá permitir civis e militares trabalharem de forma mais eficiente, ainda mais em ambientes que anteriormente seria impossível faze-lo". Descreve também que "futuros implantes de retina podem permitir visão noturna, e neuro-melhoramentos podem oferecer resgate de memórias, e velocidade de pensamento. Neuro-fármacos permitirão que as pessoas mantenham concentração por longos períodos de tempo ou melhorar suas habilidades de aprendizagem. Os sistemas de realidade aumentada podem permitir experiências virtuais do mundo real.
Em termos de aprimoramentos tecnológicos, Kevin Warwick lista alguma das possibilidades, como memória melhorada, comunicação aprimorada, aperfeiçoamento de sentidos, ponderação multi-dimensional, extensão do corpo, máquinas com pensamentos individuais, outsourcing de memória, aperfeiçoamento matemático + velocidade de pensamento + solução de problemas. Ele também afirma que o cérebro de uma pessoa e corpo podem não estar no mesmo local.

### Tecnologias já existentes
- Tecnologia reprodutiva
  - Seleção embriomática pelo diagnóstico genético pré-implantação
  - Transferência citoplasmática
  - Gametas in-vitro (artificiais)
- Física/cosmética:
  - Cosmética: cirurgia plástica e Ortodontia
  - Indução de droga: dopagem bioquímica e Substância de aprimoramento do desempenho.
  - Funcional: Prótese e exoesqueleto energizado
  - Médica: Implantes (exemplo: Marca-passo) e orgãos artificiais
  - Musculação: peso (exemplo: halteres) e suplemento alimentar
- Mental:
  - Nootrópico, estimulação neurológica, e suplementos que melhoram as funções mentais.[11][12]
  - Computadores, telefones móveis, Internet para melhorar a capacidade cognitiva.[13]

### Tecnologias emergentes
- Engenharia genética humana
  - Terapia genética
- Neuro-tecnologia
  - Implante cerebral
  - Interface cérebro-computador
  - Cyberware
- Estratégias para a Senescência Neglígivel Engenheirada
- Nanomedicina
- Bioprinting 3D

### Especuladas
- Transferência mental
- Exocortex